# Quernes
Quernes település Franciaországban, Pas-de-Calais megyében. Lakosainak száma 429 fő (2022. január 1.). Quernes Witternesse, Lambres, Liettres, Linghem, Mazinghem és Rombly községekkel határos.

## Népesség
A település népességének változása:
| Lakosok száma | 481  | 471  | 458  | 453  | 451  | 448  | 439  | 429  |
|               | 2013 | 2015 | 2017 | 2018 | 2019 | 2020 | 2021 | 2022 |